# Gregorianki
Gregorianki (cz. Svatý Řehoř, Řehoře, Řehořovy vojaky, słoweń. Gregorjevanje, Gregorčki) – dawne święto szkolne obchodzone w dniu 12 marca, w dzień  wspomnienia w Kościele katolickim papieża św. Grzegorza Wielkiego, patrona szkół podstawowych. 
Według Ryszarda Gansińca, który poświęcił Gregoriankom obszerne studium, zwyczaj powstał w XV wieku w Alzacji jako dzień, w którym jednocześnie żegnano abiturientów i witano pierwszoklasistów. Obchody rozpoczynało uroczyste nabożeństwo szkolne, po którym odbywał się pochód maskowy połączony z kwestą na rzecz przyszłorocznego święta, a na koniec uczta z występami. Stałym punktem programu był występ tzw. "biskupa żakowskiego", który wygłaszał komiczne, rymowane najczęściej "kazanie".
W Polsce gregorianki przyjęły się w XVI wieku i były obchodzone do II połowy XIX wieku. Z roku 1889 pochodzi opis uroczystości "Gregoły", zorganizowanej w Żołyni koło Rzeszowa przez miejscowego nauczyciela.
Wstępem do przeplatanej występami żakowskimi uczty była "oracja" "biskupa": "Szanowne państwo! Powiadumu wum racyjo, mam na brzuchu wielko turbacyjo, powiedziałbym jeszcze, ale mi się jeść chce!". W czasie występów często recytowano wiersze Jana Kochanowskiego.
Święto zanikło z końcem XIX wieku, ale przetrwało jeszcze jakiś czas w postaci fragmentów kolęd i pastorałek czy zapomnianych dzisiaj przysłów (np. ubrać się jak na jakie gregorianki), a nawet podarunków na św. Mikołaja.